# Skåne
Skåne (Duits en Nederlands: Schonen, Latijn: Scania) is een zogenoemd landschap in het uiterste zuiden van het Zuid-Zweedse landsdeel Götaland. Het valt geografisch vrijwel geheel samen met de provincie Skåne län. Het landschap grenst aan de landschappen Halland en Småland in het noorden en het landschap Blekinge en de Oostzee in het oosten.
Skåne behoorde oorspronkelijk tot Denemarken, maar werd bij de Vrede van Roskilde in 1658 samen met Blekinge en Halland aan Zweden afgestaan.
Skåne is door de Sontbrug met Denemarken verbonden. De belangrijkste steden zijn Malmö, Lund, Helsingborg en Kristianstad. De plaats Ystad is bekend van de boeken van Henning Mankell.
De naam Skåne wordt als Skone uitgesproken. De Duitse naam van Skåne is Schonen. Deze naam werd in het Nederlands ook gebruikt (evenals Skonen), maar is daar in onbruik geraakt.

## Geografie

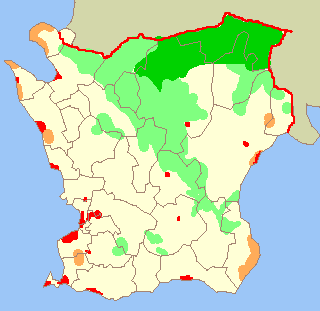
Grondgebruik in Skåne: bos (groen), akkers en weiland (geel), tuinbouw (oranje) en steden (rood)

Het landschap Skåne heeft een oppervlakte van 10.939 km²; dat is minder dan 3% van de totale oppervlakte van Zweden. Het landschap bestaat voor een naar Zweedse begrippen groot deel uit landbouwgrond. Door het midden van het landschap loopt van zuidoost naar noordwest een loofbos. In het noordoosten is naaldbos te vinden. Het landschap is voor een groot deel vrij plat, maar wordt wel doorsneden door een aantal heuvelruggen: Söderåsen, Hallandsåsen, Linderödsåsen, Nävlingeåsen en Romeleåsen. Ook de schiereilanden Bjäre en Kullen zijn heuvelachtig. Het hoogste punt van Skåne ligt in Söderåsen op 212 meter boven de zeespiegel. Het laagste punt ligt net buiten Kristianstad op 2,4 meter onder de zeespiegel; dit is tevens het laagste punt van Zweden. Het grootste meer van het landschap is Ivösjön, met een oppervlakte van 54 km². In Skåne zijn drie nationale parken te vinden: Söderåsen, Stenshuvud en Dalby Söderskog. Het zuidelijkste punt van Skåne is Smygehuk; dit is meteen ook het zuidelijkste punt van Zweden en het Scandinavisch Schiereiland. De droogste plaats in Skåne is Falsterbo; hier viel van 1960-1999 gemiddeld 491 millimeter regen per jaar. De natste plaats is Brösarp, met gemiddeld 737 mm regen per jaar in dezelfde periode.

## Statistiek
- Inwonertal: 1.184.500 (31 december 2006) = 13% van de Zweedse bevolking[2]
- Oppervlakte: 11.368 km²
  - Landbouwgrond: 5607 km² (49,4%)
  - Bebost: 3825 km² (33,7%)
- Bevolkingsdichtheid: 104 inwoners/km²
- Werkloosheidspercentage: 4% (oktober 2006)[3]
- Gemiddelde temperatuur
  - Januari: -2 tot 0 °C
  - Juli: 17 °C
- Jaarlijkse neerslag: 500-800 mm

## Geboren
- Tycho Brahe (1546-1601), astronoom
- Vilhelm Ekelund (1880-1949), schrijver en dichter